# Хур (Альборз)
Хур (перс. خور‎) — село на севере Ирана, в остане Альборз. Входит в состав шахрестана Саводжболаг. Является частью дехестана (сельского округа) Хив Центрального бахша.

## География
Село находится в центральной части Альборза, к югу от хребта Эльбурс, на расстоянии приблизительно 23 километров к северо-западу от Кереджа, административного центра провинции. Абсолютная высота — 1532 метра над уровнем моря.

## Население
По данным переписи 2006 года население села составляло 4413 человек (2217 мужчин и 2196 женщин). В Хуре насчитывалось 1206 семей. Уровень грамотности населения составлял 80,4 %. Уровень грамотности среди мужчин составлял 82,41 %, среди женщин — 78,37 %.